# 伊达·洛杉
伊达·洛杉（Eda LeShan，1922年6月6日—2002年3月3日）是一个美国作家，电视节目主持人，律师，教育家和剧作家。她有“唤起孩子们尊重人的天性”的美称。洛杉和是美国心理学家和教育家的劳伦斯·洛杉结了婚。
洛杉的书有：《当你的孩子让你疯狂》、《阴谋对抗童真》和《在山的高处比底处好》。她是在20世纪70年代PBS电视台电视节目《你的孩子怎样成长》的节目主持人。

教育正在处于一种建立在舆论上的恐惧中，它正在被宗教信仰所对抗。我们“只能”正在努力成为优秀的孩子正在渐渐地相信他们在这个世界上命中注定地失败了。我们努力的结果只能证明孩子是优秀的。以前，我们实际上正努力把孩子培养成最忙的、最有“竞争力”的、高压力的、过于有条理的少年一代，但他们往往是最不快乐的一辈。